# National Board of Review Awards 1957
La 29ª edizione dei National Board of Review Awards si è tenuta nel dicembre 1957.

## Classifiche

### Migliori dieci film
- Cenerentola a Parigi (Funny Face), regia di Stanley Donen
- Storie irlandesi (The Rising of the Moon), regia di John Ford
- Albert Schweitzer, regia di Jerome Hill
- Addio alle armi (A Farewell to Arms), regia di John Huston e Charles Vidor
- Il ponte sul fiume Kwai (The Bridge on the River Kwai), regia di David Lean
- La parola ai giurati (12 Angry Men), regia di Sidney Lumet
- La notte dello scapolo (The Bachelor Party), regia di Delbert Mann
- Duello nell'Atlantico (The Enemy Below), regia di Dick Powell
- L'aquila solitaria (The Spirit of St. Louis), regia di Billy Wilder
- Un cappello pieno di pioggia (A Hatful of Rain), regia di Fred Zinnemann

### Migliori film stranieri
- Un condannato a morte è fuggito (Un condamné à mort s'est échappé), regia di Robert Bresson
- Gervaise, regia di René Clément
- Ordet, regia di Carl Theodor Dreyer
- Il palloncino rosso (Le ballon rouge), regia di Albert Lamorisse
- La grande paura (Torero), regia di Carlos Velo

## Premi
- Miglior film: Il ponte sul fiume Kwai (The Bridge on the River Kwai), regia di David Lean
- Miglior film straniero: Ordet, regia di Carl Theodor Dreyer
- Miglior attore: Alec Guinness (Il ponte sul fiume Kwai)
- Miglior attrice: Joanne Woodward (La donna dai tre volti e Un urlo nella notte)
- Miglior attore non protagonista: Sessue Hayakawa (Il ponte sul fiume Kwai)
- Miglior attrice non protagonista: Sybil Thorndike (Il principe e la ballerina)
- Miglior regista: David Lean (Il ponte sul fiume Kwai)